# Azraquita
Azraquitas (o Azarakitas en libros antiguos) eran miembros de un movimiento llamado en árabe Azâriqa, que afirmaban ser jariyitas. Dentro del jariyismo, a los azraqitas se los consideraba unos extremistas.

## Historia
Los Azraquitas (en árabe: الأزارقة, al-azāriqa) eran una rama extremista de los jariyitas que siguió el liderazgo de Nafi ibn al-Azraq al-Hanafi. Los partidarios del azraquismo participaron en una lucha armada contra los gobernantes del califato omeya y declaraban infieles y kafires a quienes evitaban participar en la guerra santa o yihad e incluso permitían su asesinato. Nafi ibn al-Azraq incluso permitió el asesinato de las mujeres y los niños de sus oponentes. Al mismo tiempo, los azraqitas no extendieron el principio de matar a los apóstatas a los cristianos y judíos, ya que creían que estos no traicionaban las enseñanzas religiosas de los profetas Jesús y Moisés.